# Coupe du monde de ski acrobatique 1984
Navigation
Édition précédente Édition suivante
La Coupe du monde de ski acrobatique 1984 est la cinquième édition de la Coupe du monde de ski acrobatique organisée par la Fédération internationale de ski. Elle inclut quatre épreuves : les bosses, le saut acrobatique, le ballet et le combiné, une combinaison des trois autres.
 
Chez les femmes la suisse Conny Kissling conserve son titre alors que chez les hommes le canadien Alain LaRoche, second en 1983 prend le titre à Peter Judge (relégué à la quatrième place).

## Déroulement de la compétition
La saison est composée de neuf étapes, deux en Amérique du Nord puis sept en Europe, et se tient du 13 janvier 1984 au 29 mars 1984. Pour chacune d'entre elles, pour les femmes comme pour les hommes, il y a trois épreuves et quatre podiums : le saut acrobatique, le ski de bosses, le ballet (ou acroski) et le combiné qui est la combinaison des résultats des trois autres. Certaines stations ne disposent pas des installations nécessaires pour les trois types d'épreuves et en délocalisent une partie.
La saison est composée de neuf étapes, deux en Amérique du Nord puis sept en Europe. Pour chacune d'entre elles, pour les femmes comme pour les hommes, il y a trois épreuves et quatre podiums : le saut acrobatique, le ski de bosses, le ballet (ou acroski) et le combiné qui est la combinaison des résultats des trois autres. Certaines stations ne disposent pas des installations nécessaires pour les trois types d'épreuves et en délocalisent une partie. C'est le cas de la station italienne de Ravascletto qui délocalise les épreuves de bosses à Campitello Matese (it). De plus cette même station de Campitello Matese ne propose pas d'épreuve de Ballet, qui n'est reprise par personne. Il « manque » donc un ballet et un combiné pour un total de trente-quatre épreuves.
Chez les hommes le Canada domine la discipline avec trois athlètes dans les meilleurs mondiaux (dont le champion), un canadien vainqueur en saut acrobatique et en combiné et surtout le Canada accumule les six premières places du classement de saut acrobatique, et place même huit skieurs dans les dix premiers grâce à neuf victoires en neufs épreuves et vingt-trois places sur le podium sur les vingt-sept possibles.
| \| Breckenridge Stoneham \| Sites des compétitions de ski acrobatique en Amérique du Nord |
| Breckenridge Stoneham                                                                     |

| Breckenridge Stoneham |

| \| Sälen Campitello Matese \| Sites des compétitions en Europe (hors des Alpes) |
| Sälen Campitello Matese                                                         |

| Sälen Campitello Matese |

| \| Courchevel Göstling Oberjoch Ravascletto Tignes \| Sites des compétitions de ski acrobatique dans les Alpes |
| Courchevel Göstling Oberjoch Ravascletto Tignes                                                                |

| Courchevel Göstling Oberjoch Ravascletto Tignes |

| \| Breckenridge Stoneham \| Sites des compétitions de ski acrobatique en Amérique du Nord |
| Breckenridge Stoneham                                                                     |

| Breckenridge Stoneham |

| \| Sälen Campitello Matese \| Sites des compétitions en Europe (hors des Alpes) |
| Sälen Campitello Matese                                                         |

| Sälen Campitello Matese |

| \| Courchevel Göstling Oberjoch Ravascletto Tignes \| Sites des compétitions de ski acrobatique dans les Alpes |
| Courchevel Göstling Oberjoch Ravascletto Tignes                                                                |

| Courchevel Göstling Oberjoch Ravascletto Tignes |

## Classements

### Général
| Rang | Nom            | Points |
| ---- | -------------- | ------ |
| 1    | Alain LaRoche  | 74.00  |
| 2    | Bruce Bolesky  | 66.00  |
| 3    | Éric Laboureix | 60.00  |
| 4    | Peter Judge    | 58.00  |
| 5    | Murray Cluff   | 53.00  |

| Rang | Nom               | Points |
| ---- | ----------------- | ------ |
| 1    | Conny Kissling    | 36.00  |
| 2    | Catherine Frarier | 30.00  |
| 3    | Meredith Gardner  | 18.00  |
| 4    | Eveline Wirth     | 16.00  |
| 5    | Anna Fraser       | 16.00  |

### Saut acrobatique
| Rang | Nom            | Points |
| ---- | -------------- | ------ |
| 1    | Yves Laroche   | 148.00 |
| 2    | Pierre Poulin  | 144.00 |
| 3    | Lloyd Langlois | 139.00 |
| 4    | Alain LaRoche  | 137.00 |
| 5    | Chris Simboli  | 119.00 |

| Rang | Nom               | Points |
| ---- | ----------------- | ------ |
| 1    | Eveline Wirth     | 71.00  |
| 2    | Conny Kissling    | 62.00  |
| 3    | Andrea Amann      | 59.00  |
| 4    | Meredith Gardner  | 54.00  |
| 5    | Catherine Frarier | 51.00  |

### Ballet
| Rang | Nom                | Points |
| ---- | ------------------ | ------ |
| 1    | Richard Schabl     | 148.00 |
| 2    | Hermann Reitberger | 148.00 |
| 3    | Lane Spina         | 139.00 |
| 4    | Alain LaRoche      | 130.00 |
| 5    | Bruce Bolesky      | 123.00 |

| Rang | Nom             | Points |
| ---- | --------------- | ------ |
| 1    | Jan Bucher      | 72.00  |
| 2    | Christine Rossi | 68.00  |
| 3    | Conny Kissling  | 63.00  |
| 4    | Lucie Barma     | 52.00  |
| 5    | Ellen Breen     | 50.00  |

### Bosses
| Rang | Nom           | Points |
| ---- | ------------- | ------ |
| 1    | Philippe Bron | 142.00 |
| 2    | Jean Dutruilh | 139.00 |
| 3    | Lasse Fahlen  | 137.00 |
| 4    | Bill Keenan   | 134.00 |
| 5    | Mauro Mottini | 134.00 |

| Rang | Nom              | Points |
| ---- | ---------------- | ------ |
| 1    | Hilary Engisch   | 70.00  |
| 2    | Hayley Wolff     | 63.00  |
| 3    | Erika Gallizzi   | 63.00  |
| 4    | Mary Jo Tiampo   | 62.00  |
| 5    | Madeline Uvhagen | 53.00  |

### Combiné
| Rang | Nom            | Points |
| ---- | -------------- | ------ |
| 1    | Alain LaRoche  | 88.00  |
| 2    | Bruce Bolesky  | 84.00  |
| 3    | Éric Laboureix | 80.00  |
| 4    | Peter Judge    | 76.00  |
| 5    | Murray Cluff   | 73.00  |

| Rang | Nom               | Points |
| ---- | ----------------- | ------ |
| 1    | Conny Kissling    | 48.00  |
| 2    | Catherine Frarier | 44.000 |
| 3    | Meredith Gardner  | 31.00  |
| 4    | Anna Fraser       | 25.00  |
| 5    | Anne Gillbert     | 18.00  |

## Calendrier et podiums

### Hommes
| Date            | Lieu                   | Épreuve | Vainqueur                  | Second                     | Troisième                  |
| --------------- | ---------------------- | ------- | -------------------------- | -------------------------- | -------------------------- |
| 13 janvier 1983 | Stoneham               | Bosses  | Philippe Bron              | Bill Keenan                | Lasse Fahlen               |
| 14 janvier 1984 | Stoneham               | Ballet  | Information non disponible | Information non disponible | Daniel Cote                |
| 15 janvier 1984 | Stoneham               | Saut    | Yves Laroche               | Sandro Wirth               | Alain LaRoche              |
| 15 janvier 1984 | Stoneham               | Combiné | Bruce Bolesky              | Peter Judge                | Éric Laboureix             |
| 20 janvier 1984 | Breckenridge           | Ballet  | Information non disponible | Lane Spina                 | Information non disponible |
| 20 janvier 1984 | Breckenridge           | Bosses  | John Witt                  | Jean Dutruilh              | Philippe Bron              |
| 21 janvier 1984 | Breckenridge           | Saut    | Yves Laroche               | Alain LaRoche              | Sandro Wirth               |
| 21 janvier 1984 | Breckenridge           | Combiné | Bruce Bolesky              | Alain LaRoche              | Murray Cluff               |
| 3 février 1984  | Courchevel             | Ballet  | Information non disponible | Information non disponible | Lane Spina                 |
| 4 février 1984  | Courchevel             | Saut    | Pierre Poulin              | Sandro Wirth               | Alain LaRoche              |
| 5 février 1984  | Courchevel             | Bosses  | Jean Dutruilh              | Philippe Deiber            | Gunnar Moberg              |
| 5 février 1984  | Courchevel             | Combiné | Alain LaRoche              | Éric Laboureix             | Murray Cluff               |
| 25 février 1984 | Göstling an der Ybbs   | Ballet  | Hermann Reitberger         | Richard Schabl             | Ernst Garhammer            |
| 27 février 1984 | Göstling an der Ybbs   | Saut    | Pierre Poulin              | Lloyd Langlois             | Alain LaRoche              |
| 27 février 1984 | Göstling an der Ybbs   | Bosses  | Bill Keenan                | Hans Fahlen                | Philippe Bron              |
| 27 février 1984 | Göstling an der Ybbs   | Combiné | Alain LaRoche              | Peter Judge                | Éric Laboureix             |
| 28 février 1984 | Ravascletto            | Ballet  | Information non disponible | Information non disponible | Alain Laroche              |
| 29 février 1984 | Ravascletto            | Saut    | Craig Clow                 | Roch Otis                  | jean-Marc Bacquin          |
| 2 mars 1984     | Oberjoch               | Bosses  | Philippe Deiber            | Mauro Mottini              | Cooper Schell              |
| 3 mars 1984     | Oberjoch               | Ballet  | Information non disponible | Lane Spina                 | Information non disponible |
| 4 mars 1984     | Oberjoch               | Saut    | Pierre Poulin              | Yves LaRoche               | Alain LaRoche              |
| 4 mars 1984     | Oberjoch               | Combiné | Alain LaRoche              | Peter Judge                | Bruce Bolesky              |
| 8 mars 1984     | Campitello Matese (it) | Bosses  | Mauro Mottini              | Jean Dutruilh              | Philippe Bron              |
| 8 mars 1984     | Campitello Matese (it) | Combiné | Éric Laboureix             | Bruce Bolesky              | Murray Cluff               |
| 11 mars 1984    | Campitello Matese (it) | Bosses  | Lasse Fahlen               | Cooper Schell              | Philippe Deiber            |
| 12 mars 1984    | Campitello Matese (it) | Saut    | Yves LaRoche               | Lloyd Langlois             | Chris Simboli              |
| 20 mars 1984    | Sälen                  | Ballet  | Information non disponible | Information non disponible | Lane Spina                 |
| 21 mars 1984    | Sälen                  | Bosses  | Bill Keenan                | Philippe Bron              | Lasse Fahlen               |
| 22 mars 1984    | Sälen                  | Saut    | Pierre Poulin              | Yves Laroche               | Lloyd Langlois             |
| 22 mars 1984    | Sälen                  | Combiné | Bruce Bolesky              | Alain LaRoche              | Éric Laboureix             |
| 27 mars 1984    | Tignes                 | Ballet  | Information non disponible | Lane Spina                 | Information non disponible |
| 28 mars 1984    | Tignes                 | Bosses  | Jean Dutruilh              | Philippe Bron              | Steve Desovich             |
| 29 mars 1984    | Tignes                 | Saut    | Yves Laroche               | Lloyd Langlois             | Chris Simboli              |
| 29 mars 1984    | Tignes                 | Combiné | Alain LaRoche              | Chris Simboli              | Peter Judge                |

### Femmes
| Date            | Lieu                   | Épreuve | Vainqueur         | Second            | Troisième         |
| --------------- | ---------------------- | ------- | ----------------- | ----------------- | ----------------- |
| 13 janvier 1983 | Stoneham               | Bosses  | Hilary Engisch    | Mary Jo Tiampo    | Erika Gallizzi    |
| 14 janvier 1984 | Stoneham               | Ballet  | Christine Rossi   | Jan Bucher        | Conny Kissling    |
| 15 janvier 1984 | Stoneham               | Saut    | Conny Kissling    | Catherine Frarier | Maria Quintana    |
| 15 janvier 1984 | Stoneham               | Combiné | Conny Kissling    | Catherine Frarier | Meredith Gardner  |
| 20 janvier 1984 | Breckenridge           | Ballet  | Jan Bucher        | Conny Kissling    | Christine Rossi   |
| 20 janvier 1984 | Breckenridge           | Bosses  | Hayley Wolff      | Mary Jo Tiampo    | Hilary Engisch    |
| 21 janvier 1984 | Breckenridge           | Saut    | Catherine Frarier | Maria Quintana    | Anna Fraser       |
| 21 janvier 1984 | Breckenridge           | Combiné | Conny Kissling    | Catherine Frarier | Diana Williams    |
| 3 février 1984  | Courchevel             | Ballet  | Jan Bucher        | Christine Rossi   | Conny Kissling    |
| 4 février 1984  | Courchevel             | Saut    | Maria Quintana    | Eveline Wirth     | Anika Wignas      |
| 5 février 1984  | Courchevel             | Bosses  | Catherine Frarier | Erika Gallizzi    | Anne Gilbert      |
| 5 février 1984  | Courchevel             | Combiné | Catherine Frarier | Conny Kissling    | Anne Gilbert      |
| 25 février 1984 | Göstling an der Ybbs   | Ballet  | Christine Rossi   | Conny Kissling    | Jan Bucher        |
| 27 février 1984 | Göstling an der Ybbs   | Saut    | Eveline Wirth     | Meredith Gardener | Andrea Amann      |
| 27 février 1984 | Göstling an der Ybbs   | Bosses  | Mary Jo Tiampo    | Hayley Wolff      | Catherine Frarier |
| 27 février 1984 | Göstling an der Ybbs   | Combiné | Catherine Frarier | Conny Kissling    | Meredith Gardener |
| 28 février 1984 | Ravascletto            | Ballet  | Jan Bucher        | Conny Kissling    | Christine Rossi   |
| 29 février 1984 | Ravascletto            | Saut    | Eveline Wirth     | Conny Kissling    | Andrea Amann      |
| 2 mars 1984     | Oberjoch               | Bosses  | Madeline Uvhagen  | Erika Gallizzi    | Hayley Wolff      |
| 3 mars 1984     | Oberjoch               | Ballet  | Jan Bucher        | Christine Rossi   | Conny Kissling    |
| 4 mars 1984     | Oberjoch               | Saut    | Eveline Wirth     | Andrea Amann      | Anika Wignas      |
| 4 mars 1984     | Oberjoch               | Combiné | Conny Kissling    | Catherine Frarier | Eveline Wirth     |
| 8 mars 1984     | Campitello Matese (it) | Bosses  | Hilary Engisch    | Laura Colnaghi    | Erika Gallizzi    |
| 8 mars 1984     | Campitello Matese (it) | Combiné | Conny Kissling    | Catherine Frarier | Silvia Marciandi  |
| 11 mars 1984    | Campitello Matese (it) | Bosses  | Hilary Engisch    | Hayley Wolff      | Madeline Uvhagen  |
| 12 mars 1984    | Campitello Matese (it) | Saut    | Anika Wignas      | Conny Kissling    | Lyn Grosse        |
| 20 mars 1984    | Sälen                  | Ballet  | Jan Bucher        | Christine Rossi   | Conny Kissling    |
| 21 mars 1984    | Sälen                  | Bosses  | Hilary Engisch    | Hayley Wolff      | Erika Gallizzi    |
| 22 mars 1984    | Sälen                  | Saut    | Eveline Wirth     | Andrea Amann      | Conny Kissling    |
| 22 mars 1984    | Sälen                  | Combiné | Conny Kissling    | Catherine Frarier | Meredith Gardner  |
| 27 mars 1984    | Tignes                 | Ballet  | Jan Bucher        | Christine Rossi   | Conny Kissling    |
| 28 mars 1984    | Tignes                 | Bosses  | Hilary Engisch    | Erika Gallizzi    | Mary Jo Tiampo    |
| 29 mars 1984    | Tignes                 | Saut    | Eveline Wirth     | Lyn Grosse        | Meredith Gardner  |
| 29 mars 1984    | Tignes                 | Combiné | Hilary Engisch    | Erika Gallizzi    | Mary Jo Tiampo    |